# Kevlar
El poliparafenileno tereftalamida, más conocido por la marca registrada Kevlar, es una poliamida sintetizada por primera vez en 1965 por la química polaca-estadounidense Stephanie Kwolek, quien trabajaba para DuPont. Es una fibra sintética fuerte y resistente al calor, relacionada con otras aramidas tales como el Nomex y la Technora. Este material altamente fuerte fue usado comercialmente a comienzos de la década de 1970 como reemplazo del acero en llantas de competencia. Generalmente se hila en cuerdas o láminas de tejido que pueden utilizarse como tales o como ingrediente en componentes de materiales compuestos.
La obtención de las fibras de Kevlar fue complicada, y destaca el aporte de Herbert Blades, quien solucionó el problema de qué disolvente emplear para el procesado. Finalmente, DuPont empezó a comercializarlo en 1972. Es muy resistente, y su mecanización resulta muy difícil. A finales de los años setenta, la empresa AkzoNobel desarrolló una fibra con estructura química similar que posteriormente comercializó con el nombre de Twaron.
La ligereza y la excepcional resistencia a la rotura de estas poliamidas permiten que se empleen en neumáticos, velas náuticas y en chalecos antibalas, debido a su alta proporción de fuerza tensil a peso. En términos de esta medida, el Kevlar es cinco veces más resistente que el acero. Se le usa también para hacer parches de tambor que resistan alto impacto, así como para jarcias de amarre y otras aplicaciones subacuáticas.

## Historia

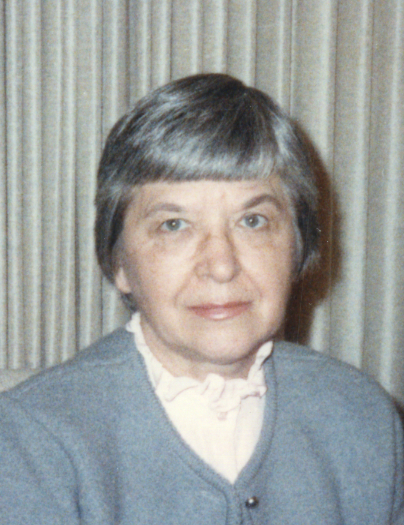
Stephanie Kwolek, en 1986.

El descubrimiento supuso un gran avance en el desarrollo de nuevos materiales poliméricos. A comienzos de los años sesenta, la compañía DuPont estaba interesada en obtener una fibra más resistente que el nailon (poliamida 6,6). Hasta entonces, las soluciones empleadas para la formación de fibras eran transparentes; por eso, cuando obtenían soluciones opalescentes mientras trabajaban con poli (para-fenilen-tereftalamidas) y poli (benzamidas), estas se descartaron. La opalescencia se debía a la naturaleza cristalina de estas soluciones (cristales líquidos), algo relativamente novedoso para aquellos tiempos y para ese campo en particular. A pesar de ello, un día Kwolek decidió hilar el producto de esas soluciones. El resultado fue una fibra más resistente que el nailon, que hoy en día es sinónimo de alta resistencia y que actualmente se usa en más de 200 aplicaciones diferentes.
Más tarde, se descubriría que la seda de araña también se forma a partir de una solución de cristal líquido de manera análoga a la síntesis del Kevlar,  pero con una composición diferente.
Asimismo, la compañía Akzo desarrollaría un nuevo método de procesado de la poli (para-fenilen-tereftalamida), empleando como disolvente N-metil-pirrolidona, menos dañino que el empleado hasta entonces por DuPont, la hexametilfosforamida, emplearía también este método y esto dio lugar a una guerra de patentes, que no hicieron más que mitificar más la historia de desarrollo y producción de este material.[cita requerida]

## Síntesis
La síntesis de este polímero se lleva a cabo en solución N-metil-pirrolidona y cloruro de calcio, a través de una polimerización por pasos a partir de la p-fenilendiamina y el dicloruro de ácido tereftálico o cloruro de tereftaloílo. La reacción se lleva a cabo a temperaturas bajas debido a su gran exotermicidad. Posteriormente el polímero se hace precipitar y se disuelve en ácido sulfúrico concentrado en el cual el Kevlar (y otras poliarilamidas) forma una solución cristalina que se emplea para precipitar o coagular las fibras a la vez que se estiran mediante un sistema de hilado.[cita requerida]
En otras variantes de síntesis de poli(aril)amidas, otros autores emplean otros disolventes como la dimetilacetamida (DMAc).

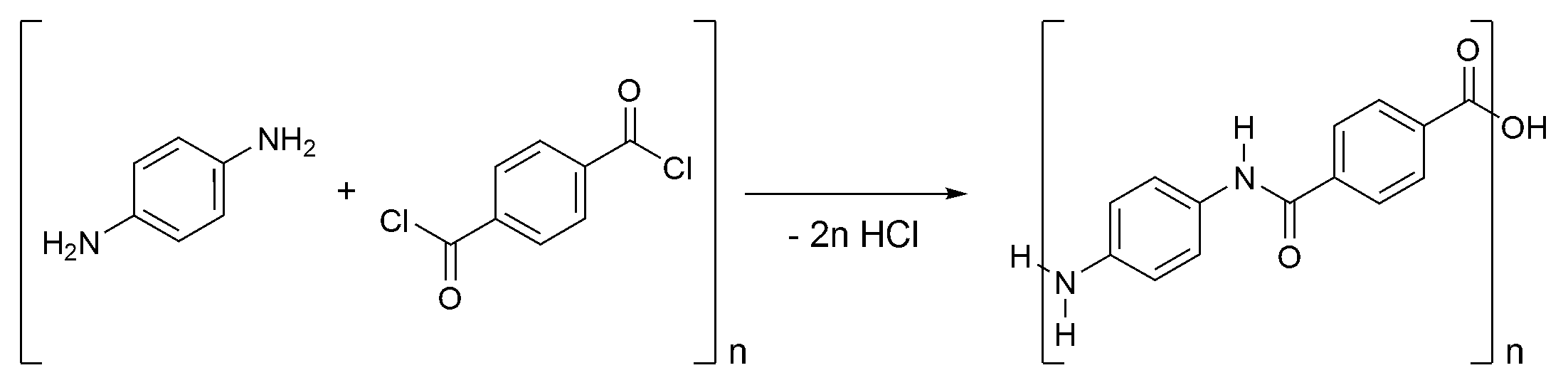
La reacción de 1,4-fenil-diamina (para-fenilendiamina) con cloruro de tereftaloílo genera Kevlar.

La poli(arilamida) así obtenida (se trata de una aramida) tiene un alto grado de orientación molecular, a la vez que ahí se dan un gran número de interacciones por puentes de hidrógeno entre los grupos amida. Por estas interacciones y este empaquetamiento, las fibras obtenidas presentan unas muy altas prestaciones.[cita requerida]

## Tipos de fibras de Kevlar
Esencialmente hay dos tipos de fibras de Kevlar: Kevlar 29 y Kevlar 49.[cita requerida]
El Kevlar 29 es la fibra tal y como se obtiene de su fabricación. Se usa típicamente como refuerzo en tiras por sus buenas propiedades mecánicas, o para tejidos. Entre sus aplicaciones está la fabricación de cables, ropa resistente (de protección) o chalecos antibalas.[cita requerida]
El Kevlar 49 se emplea cuando las fibras se van a embeber en una resina para formar un material compuesto. Las fibras de Kevlar 49 están tratadas superficialmente para favorecer la unión con la resina. El Kevlar 49 se emplea como equipamiento para deportes extremos, para altavoces y para la industria aeronáutica, aviones, satélites de comunicaciones y cascos para motos.[cita requerida]

## Características del Kevlar

### Propiedades mecánicas

#### Rigidez
El Kevlar posee una excepcional rigidez para tratarse de una fibra polimérica. El valor del módulo de elasticidad a temperatura ambiente es de en torno a 80 GPa (Kevlar 29) y 120 (Kevlar 49). El valor de un acero típico es de 200 GPa.

#### Resistencia
El Kevlar posee una excepcional resistencia a la tracción, de en torno a los 3,5 GPa. En cambio, el acero tiene una resistencia de 1,5 GPa. La excepcional resistencia del Kevlar, y de otras poliarilamidas similares, se debe a la orientación de sus cadenas moleculares, en dirección del eje de la fibra, así como a la gran cantidad de enlaces por puentes de hidrógeno entre las cadenas, entre los grupos amida (ver estructura).[cita requerida]

#### Elongación a rotura
El Kevlar posee una elongación a rotura de en torno al 3,6 % (kevlar 29) y 2,4 % (Kevlar 49).

#### Tenacidad
La tenacidad (energía absorbida antes de la rotura) del Kevlar está en torno a los 50 MJ m-3, frente a los 6 MJ m-3 del acero.[cita requerida]

### Propiedades térmicas
El Kevlar se descompone a altas temperaturas (entre 420 y 480 grados Celsius), y mantiene parte de sus propiedades mecánicas incluso a temperaturas cercanas a su temperatura de descomposición.
El módulo elástico se reduce en torno a un 20 % cuando se emplea la fibra a 180 grados Celsius durante 500 h.
Esta propiedad, junto con su resistencia química, hacen del kevlar un material muy utilizado en equipos de protección.

### Otras propiedades
- Conductividad eléctrica baja;
- Resistencia química alta
- Contracción térmica baja;
- Dureza alta;
- Estabilidad dimensional excelente;
- Resistencia al corte alta.

## Usos del Kevlar

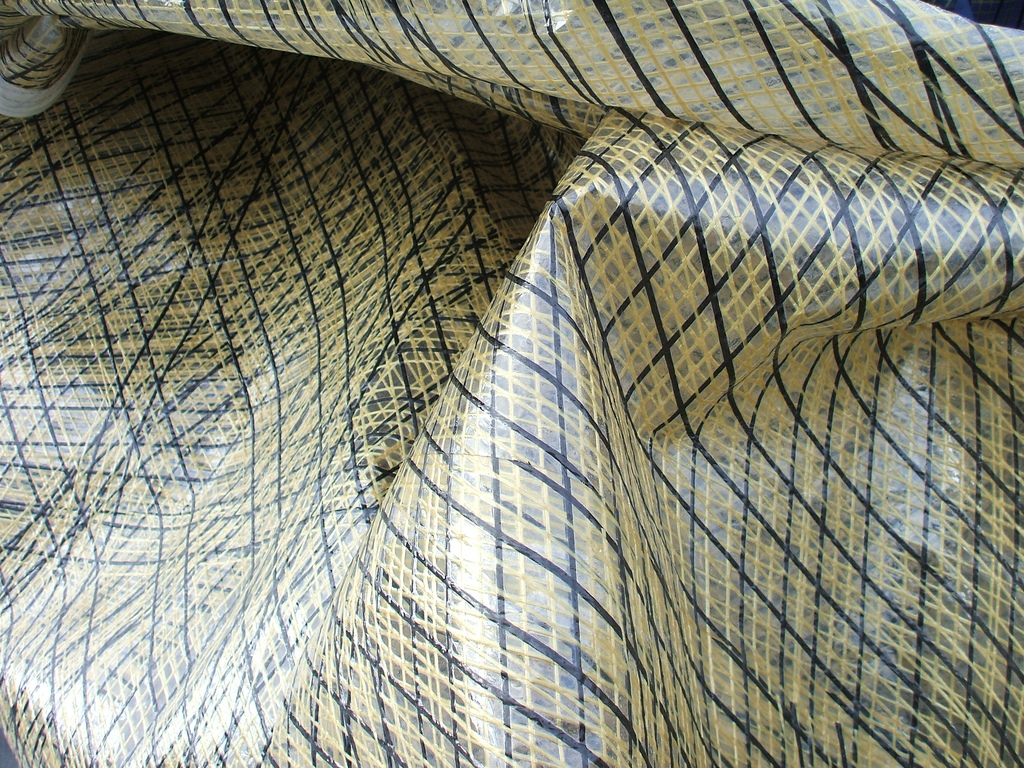
Vela para embarcaciones de tejido laminado de kevlar y fibra de carbono

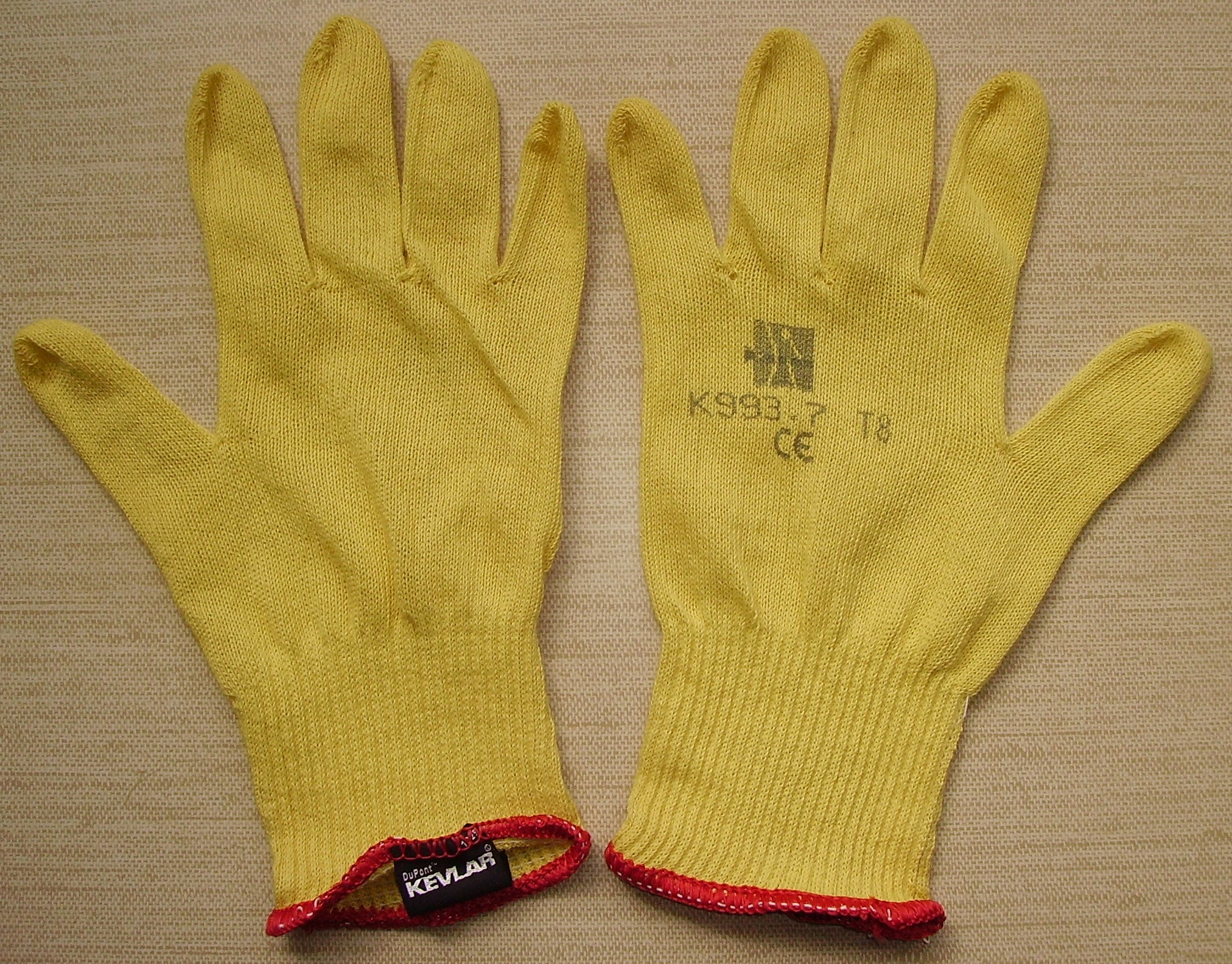
Guantes de Kevlar

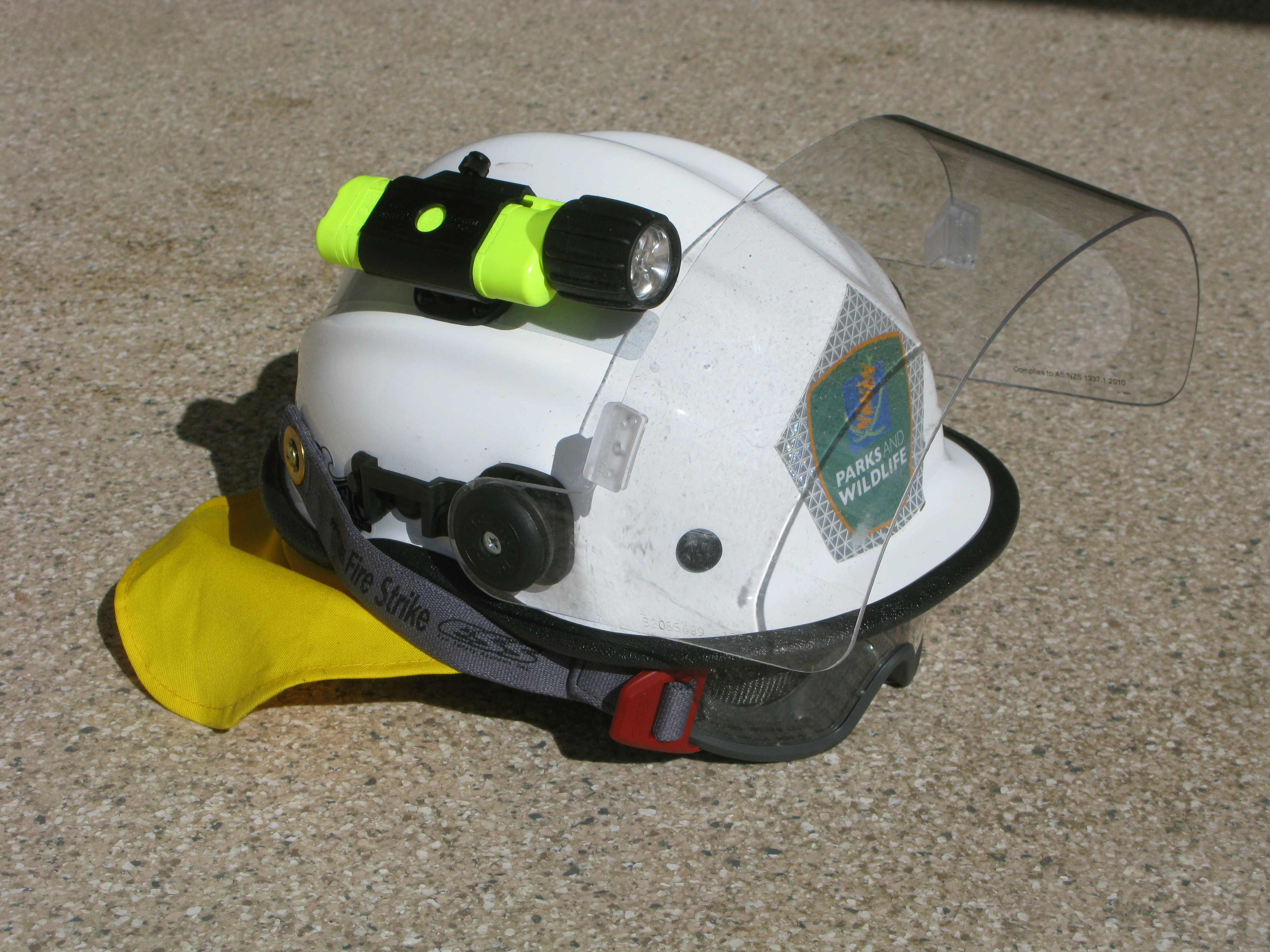
Casco de bombero fabricado con Kevlar

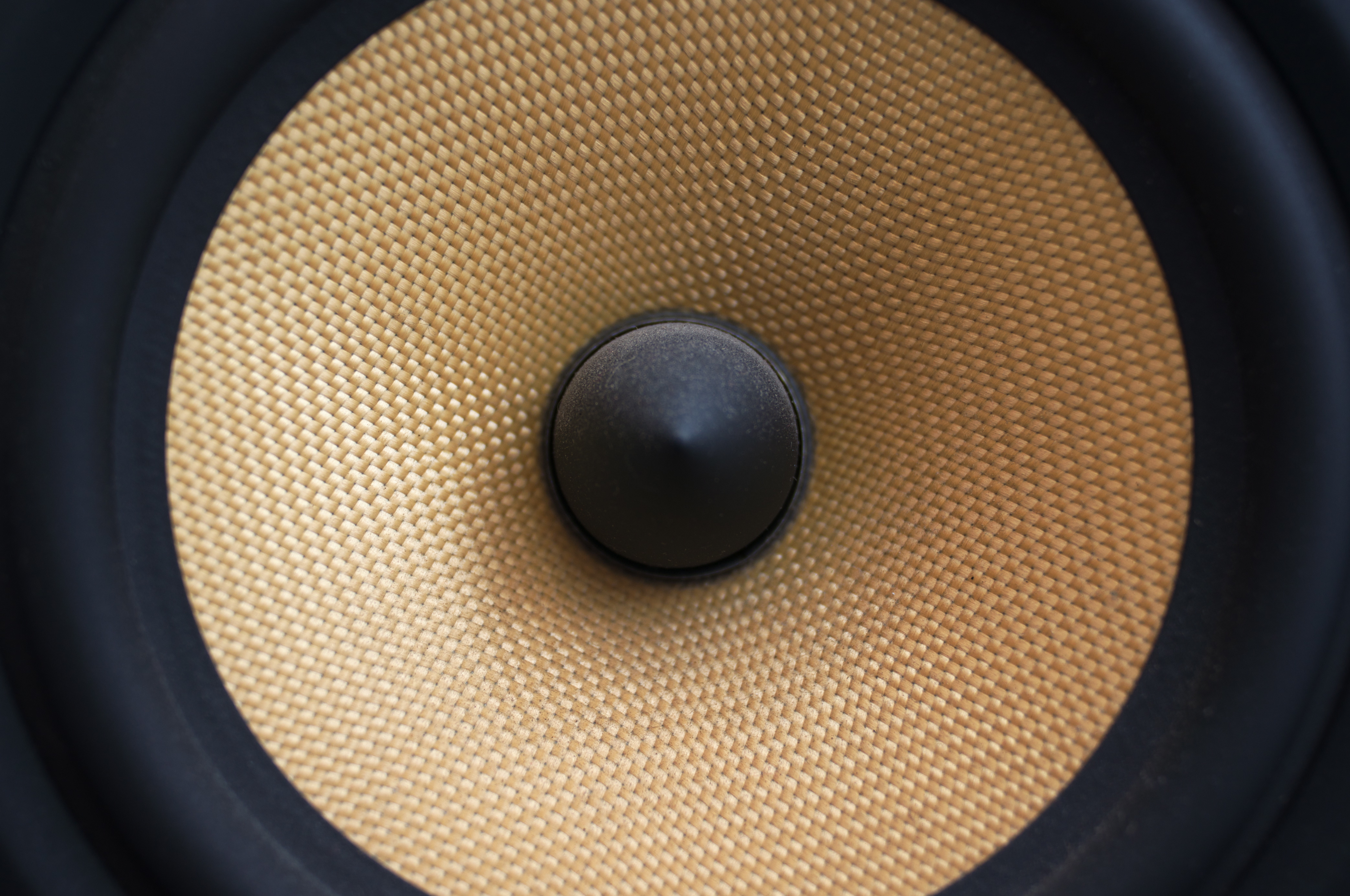
Membrana de altavoz hecha con fibra de Kevlar

El Kevlar ha desempeñado un papel significativo en muchos usos críticos. Los cables de Kevlar son tan fuertes como los cables de acero, pero tienen solo cerca del 20 por ciento de su peso lo que hace de este polímero una excelente herramienta con múltiples utilidades.[cita requerida]
El Kevlar también se usa en:
- Cascos y otra ropa militar
- Cables de carga [USB] o móviles
- Chaquetas e impermeables
- Crossfit (Reebok CrossFit Nano 5, Reebok CrossFit 6:14 Rich Froning Limited Edition)
- Cuerdas y bolsas de aire en el sistema de aterrizaje de la nave Mars Pathfinder
- Cuerdas de pequeño diámetro
- Hilo para coser
- Refuerzo para globos artesanales de papel seda
- Petos y protecciones para caballos de picar toros
- Blindaje antimetralla en los motores jet de avión y de protección a los pasajeros en caso de explosión
- Neumáticos que funcionan desinflados
- Guantes contra cortes, raspones y otras lesiones
- Guantes aislantes térmicos
- Sobres y mantas ignífugos
- Kayaks resistentes a impactos, sin peso adicional
- Esquíes, cascos y raquetas fuertes y ligeros
- Chalecos antibalas
- Candados para portátiles
- Revestimientos para fibra óptica
- Capas superficiales de mangueras profesionales antiincendios
- Compuesto (composite) de CD/DVD, por su resistencia tangencial de rotación
- Silenciadores de tubos de escape de automóviles
- Construcción de motores
- Cascos de Fórmula 1
- Extremos inflamables de los objetos de manipulación tales como bastones, poi, golos, entre otros objetos muy popular entre malabaristas
- Veleros de regata de alta competición
- Botas de alta montaña
- Cajas acústicas (Bowers & Wilkins)
- Tanques de combustible de los automóviles de Fórmula 1
- Alas de aviones
- ULD
- Lámparas
- Altavoces de estudio profesional
- Coderas y rodilleras de alta resistencia
- Cascos de portero de hockey
- Equipamiento de motorista
- Trajes espaciales
- Recubrimientos en dispositivos de telefonía celular como el Motorola RAZR o el OnePlus 2
- Raquetas de tenis Wilson Pro Staff 97
- Apoyos e inmovilizadores para resonancia magnética nuclear
- Elementos de fricción en embragues en la industria automotriz
- Puertas

## Aramida
Las aramidas pertenecen a una familia de nailones, incluyendo el Nomex y el Kevlar. El Kevlar se utiliza para hacer chalecos a prueba de balas y neumáticos resistentes a los pinchazos.
Las mezclas de nomex y de kevlar se utilizan para hacer ropas resistentes al fuego, motivo por el que lo emplean los bomberos.
El Kevlar es una poliamida en la cual todos los grupos amida están separados por grupos para-fenileno; es decir, los grupos amida se unen al anillo fenilo en posiciones opuestas entre sí, en los carbonos 1 y 4. Es un polímero altamente cristalino. Llevó tiempo encontrar una aplicación útil para este material, dado que no era soluble en ningún disolvente. Por lo tanto, su procesado en disolución estaba descartado. No se fundía por debajo de 500 °C.
El Nomex, por otra parte, posee grupos meta-fenileno, es decir, los grupos amida se unen al anillo fenilo en las posiciones 1 y 3.
El polietileno de peso molecular ultraalto tiene una capacidad elástica mayor que la del Kevlar, sustituyendo a este en la confección de chalecos antibalas.